# Listă de scriitori britanici

Aceasta este o listă de scriitori britanici.

## A
- J. R. Ackerley
- Diran Adebayo
- Lisa Appignanesi
- Elizabeth von Arnim
- Michael Langhorne Astor

## B
- Nigel Balchin
- Julian Barnes
- David Barnett
- Anna Blundy
- Mary Elizabeth Braddon
- Julian Branston
- Anna Eliza Bray
- Christine Brooke-Rose
- Anita Brookner
- Rhoda Broughton
- James Buchan
- Melvin Burgess
- Mary Butts

## C
- Ramsey Campbell
- Frederick Chamier
- Charlotte Charke
- Robert Erskine Childers
- Lindsay Clarke
- John Cole
- Cyril Connolly
- Joseph Conrad
- Storm Constantine
- Amanda Craig

## M
- A. A. Milne

## N
- Patrick Ness

## I
- Conn Iggulden

## L
- Doris Lessing

## R
- Joanne Kathleen Rowling

## S
- Simon Scarrow

## W
- Mary Wollstonecraft

## Vezi și
- Listă de dramaturgi britanici
- Listă de scriitori britanici de ficțiune ciudată